# Maria van Antwerpen
Maria van Antwerpen (* 17. Januar 1719 in Breda; † 1781) war eine Niederländerin, die im 18. Jahrhundert zeitweise als Mann lebte und als solcher zwei Mal heiratete. Es ist nicht bekannt, ob sie ein Transvestit oder eine transsexuelle Person war.

## Biographie

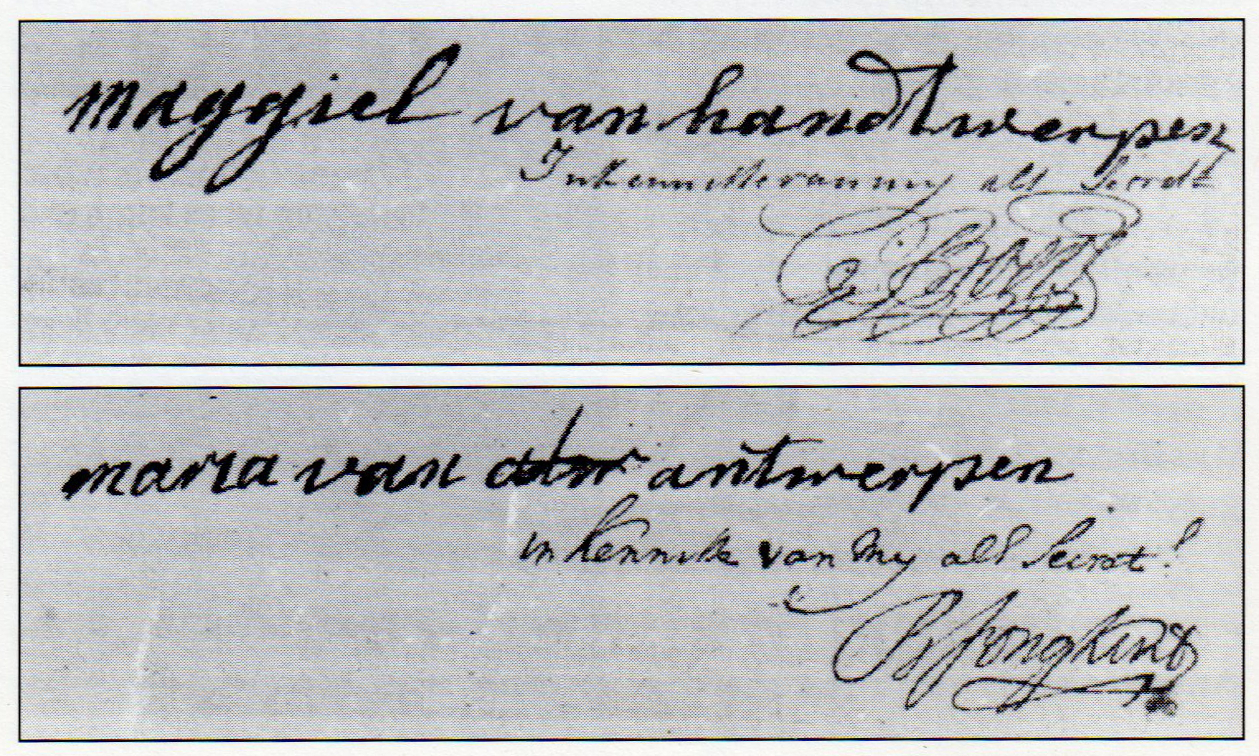
Unterschriften von Maria van Antwerpen unter den Verhörprotokollen – drei Mal unterschrieb sie mit ihrem Namen als Mann (in diesem Fall maggiel van hantwerpen), beim vierten Mal als Frau

Maria van Antwerpen entstammte einer kinderreichen katholischen Familie; sie war das siebte Kind von Johanna de Swart und von Johannes van Antwerpen. Der Vater war städtischer Hilfsarbeiter (kraankind) im Hafen. Ab dem Alter von acht Jahren arbeitete sie als Dienstmädchen bei verschiedenen Familien, 1743 war sie kurz verheiratet. Ende 1745 arbeitete sie bei einer Familie in Wageningen, die sie mitten im Winter entließ. Weil sie keine neue Anstellung finden konnte, kleidete sie sich als Mann und verdingte sich Ende 1746 für sechs Jahre unter dem Namen Jan van Ant als Soldat in Grave; ihr Alter gab sie mit 16 Jahren an (tatsächlich war sie 26 Jahre alt). Im Jahr darauf heiratete sie in Coevorden Johanna Cramers, die Tochter eines Sergeanten, die angeblich nicht wusste, dass Maria eine Frau war. Als Marias Regiment in Breda stationiert war, wurde sie von der Tochter einer Familie erkannt, bei der sie zuvor als Dienstmädchen gearbeitet hatte. Sie wurde verhaftet und im Mai 1751 von einem Militärgericht aus den Provinzen Brabant, Limburg und allen Garnisonsstädten verbannt, die Ehe wurde für ungültig erklärt.
Anschließend ging Maria, nun als Frau, nach Gouda und verdiente dort ihren Lebensunterhalt mit Nähen. Sie lernte Cornelia Swartsenberg kennen, die unverheiratet und schwanger war. Maria nahm ein weiteres Mal eine männliche Identität an und nannte sich Machiel van Hantwerpen. Sie zog nach Zwolle, wo sie sich 1762 erneut als Soldat verdingte. Cornelia folgte ihr, und die beiden heirateten noch im selben Jahr. Das Kind wurde tot geboren. Zwei Jahre später verließ Machiel die Armee nach einem Konflikt und ging mit Cornelia nach Amsterdam, wo sie im Jordaan lebten. Dort arbeitete Maria van Antwerpen als Heilkundige für Hautkrankheiten. Auch verkaufte sie oranjelint, orangefarbenen Stoff, der für Festivitäten rund um das Haus Oranien verwendet wurde. Cornelia wurde schwanger, laut Maria als Folge einer Vergewaltigung. Dieses zweite Kind starb im Alter von sieben Wochen, nachdem es am 15. November 1764 in Amsterdam getauft worden war. Bei dieser Taufe stand ein Bruder von Maria Pate.
1766 wurde Maria zum dritten Mal Soldat, nun im Dienst der Stadt Amsterdam. 1769 wurde sie in Montfoort wieder von jemandem aus Gouda erkannt. Cornelia konnte fliehen, aber Maria wurde verhaftet und in Gouda vor Gericht gestellt. Ein Schöffengericht verurteilte sie zur Verbannung aus Holland und Westfriesland. Schließlich kehrte Maria van Antwerpen in ihre Geburtsstadt Breda zurück, wo sie im Alter von vermutlich 61 Jahren starb und am 16. Januar 1781 in einem Armengrab auf dem hinteren Teil des Friedhofs der Markendaalsekerk beerdigt wurde.

## Transvestismus
Maria van Antwerpens Entscheidung, als Mann zu leben, war zu ihrer Zeit nicht ungewöhnlich. Sie selbst gab an, dass sie von früheren Beispielen inspiriert worden war, und tatsächlich lebten Ende des 17., Anfang des 18. Jahrhunderts zwei weitere bekannte Frauen in Breda, die sich zeitweise als Mann ausgaben: Elisabeth Someruell alias Lys Saint Mourel und die englische Piratin Mary Read. In den Niederlanden sind 120 Fälle von Frauen dokumentiert, die sich als Männer ausgaben, um Soldat zu werden.
Während ihres Prozesses fragten die Richter Maria van Antwerpen, ob sie eine Tribade sei, was unter schwerer Strafe stand, aber Maria überzeugte sie, dass sie mit den Frauen nur „als Schwester“ zusammengelebt habe. Sie beharrte darauf, ein Mann zu sein, aber eine Untersuchung ergab, dass sie anatomisch eine Frau war. Sie selbst erklärte: „Von Natur aus bin ich ein Mannsmensch, aber vom Aussehen her bin ich ein Frauenmensch.“ Dies deutet auf Transgeschlechtlichkeit hin. Maria van Antwerpen gab sich aber auch aus wirtschaftlichen Gründen als Mann aus, da ihr dies die Möglichkeit eröffnete, Arbeit als Soldat oder Matrose zu finden. Sie selbst gab an, dass sie nur die Wahl zwischen dem Militär oder der Prostitution gehabt habe.

## Rezeption
Im Oktober 2019 wurde im Stedelijk Museum Breda die Ausstellung Zij/Hij? Het verhaal van Maria van Antwerpen gezeigt. Im Rahmen der Ausstellung wurden nachgestellte Verhöre mit ihr gezeigt. In der Nähe ihres Geburtshauses wurden im Rahmen der Aktion Blind Walls Gallery Mauerbilder mit Darstellungen von ihr erstellt.